# Gianfranco Fini
Gianfranco Fini (Bolonia, Italia, 3 de enero de 1952) es un político italiano. Presidente de la Cámara de Diputados italiana desde el 30 de abril de 2008 hasta el 15 de marzo de 2013, ministro de Asuntos Exteriores desde 2004 hasta 2006, y líder de Alianza Nacional hasta su disolución.

## Biografía
Fini nació en Bolonia, donde residió durante su infancia, y cursó estudios en el Instituto Laura Bassi. Comenzó a interesarse por la política a partir de los dieciséis años, ingresando en organizaciones juveniles del Movimiento Social Italiano (relacionado con el fascismo italiano de Benito Mussolini). Años más tarde ingresó en la Universidad de La Sapienza en Roma, donde se licenció en pedagogía.
Fue elegido representante de la Cámara de los Diputados italiana el 26 de junio de 1983, como miembro del partido neofascista Movimiento Social Italiano. Después, y con el apoyo del anterior líder Giorgio Almirante, sirvió como secretario nacional del partido desde diciembre de 1987 hasta enero de 1990, y de nuevo de 1991 a 1995.
A mediados de la década de 1990 Fini condujo de forma gradual la ideología del MSI, que pasó a ser un partido de carácter conservador europeo en su programa electoral. En 1994 Fini consiguió incluir en su partido a varios miembros conservadores de Democracia Cristiana, con los que formó un nuevo partido, Alianza Nacional. En 1995 dicha formación se consolida, y Gianfranco Fini pasa a dirigirlo desde entonces. Su discurso de fundación en Fiuggi -Lazio- supuso la confirmación del cambio ideológico de su grupo.
Fini y su partido apoyaron a Silvio Berlusconi formando parte de la coalición Casa de la Libertad, que ganó las elecciones parlamentarias en 1994 y 2001. Fue por tanto elegido ministro de Asuntos Exteriores en noviembre de 2004 hasta el término de la legislatura. Desde 2002 hasta 2006 representó al Gobierno Italiano en la Convención Europea. Tras las elecciones del año 2008, fue elegido presidente de la Cámara de los Diputados y pasó a formar parte del partido El Pueblo de la Libertad.
El 29 de julio de 2010 fue expulsado del PDL por sus discrepancias con Silvio Berlusconi. El 7 de noviembre de 2010, en ocasión de la primera convención de Futuro y Libertad para Italia, Fini confirmó la crisis del gobierno y exigió a Berlusconi que presentase la renuncia, anunciando que en caso contrario la delegación de su partido dejaría el gobierno.